# نادي باستيا
نادي باستيا الرياضي (بالفرنسية: Sporting Club de Bastia)‏ و(بالكورسية: Sporting Club di Bastia)‏  نادي كرة قدم فرنسي يلعب في الدوري الفرنسي الدرجة الثانية، ويقع مقره في باستيا في جزيرة كورسيكا. تم تأسيس النادي في سنة 1905.